# تاریک و شرور
تاریک و شرور (به انگلیسی: The Dark and the Wicked) فیلمی ترسناک به کارگردانی برایان برتینو محصول سال ۲۰۲۰ میلادی است.
داستان فیلم در یک مزرعهٔ دورافتادهٔ پرورش گوسفند در یکی از روستاهای تگزاس اتفاق می‌افتد، جایی که پدر یک خانواده در کُما است و آخرین نفس‌هایش را می‌کشد. دو فرزند خانواده (لوئیز و مایکل) در حالی برای وداع با پدرشان به مزرعه بازمی‌گردند که بیشتر نگران احوال مادرشان هستند. نوشته‌های مادر خانواده در دفترچهٔ خاطراتش و مجموعه صلیب‌هایی که جمع کرده (و به آن‌ها اعتقادی ندارد) نشان از این دارند که او معتقد به حضور یک موجود شیطانی است که تلاش می‌کند به شوهرش آسیب برساند.

## نقدها
به عقیدهٔ منتقد آمریکایی فرانک شِک، تاریک و شرور فارغ از کیفیت مطلوب فنی، به‌خاطر تواناییش در استفاده از تِم «احساس مسئولیت در قبال افراد خانواده» تا حد زیادی موفق است و مانند بهترین فیلم‌های ژانر وحشت، ترس‌های آن تا مدت‌ها با بیننده باقی می‌مانند. مایکل اوردونا در لس آنجلس تایمز عدم پیروی تاریک و شرور از قوانین روتین فیلم‌های ترسناک و موفقیت ایرلند و ابوت در به تصویر کشیدن یک رابطهٔ باورپذیر خواهر و برادری را از نقاط قوت فیلم دانسته‌است.

## نقش‌آفرینان
- مارین ایرلند در نقش لوئیز
- مایکل ابوت جونیور در نقش مایکل
- زاندر برکلی در نقش کشیش
- لین اندروز در نقش پرستار
- جولی اولیور-تاچ‌استون در نقش مادر
- مایکل زگست در نقش پدر
- تام ناویکی در نقش چارلی
- الا بلنتاین در نقش دختر جوان